# Kannonkoski
Kannonkoski es un municipio de Finlandia ubicado en la región de Finlandia Central.
En 2022, el municipio tenía una población de 1269 habitantes.
Comprende un conjunto de áreas rurales ubicadas entre 20 y 40 km al norte de Saarijärvi. Entre los lagos del municipio destacan los de Kivijärvi, Vuosjärvi, Kannonjärvi y Enonjärvi.

## Historia
El municipio fue fundado en 1934, mediante la agrupación en una sola parroquia (establecida en 1931) de diversas aldeas hasta entonces pertenecientes a los municipios de Viitasaari y Kivijärvi. El pueblo de Kannonkoski fue fundado inmediatamente después, al desarrollarse el centro administrativo del nuevo municipio en torno a una antigua aldea llamada "Pudasjärvi". El pueblo adoptó el nombre del nuevo municipio para evitar confusión con la ciudad homónima del norte del país.